# Lepidozona guadalupensis
Lepidozona guadalupensis är en blötdjursart som beskrevs av Ferreira 1978. Lepidozona guadalupensis ingår i släktet Lepidozona och familjen Ischnochitonidae. Inga underarter finns listade i Catalogue of Life.